# Céline Lévêque
Pour les articles homonymes, voir Lévêque.
Céline Lévêque, née le 1er octobre 1972  est une nageuse synchronisée française.

## Biographie
Céline Lévêque remporte la médaille d'or par équipe aux Championnats d'Europe de natation 1989. Elle est médaillée d'argent par équipe aux Championnats d'Europe de natation 1991, 1993 et  1995, et médaillée d'argent en duo avec Anne Capron en 1991 et avec Marianne Aeschbacher en 1993. Elle fait aussi partie de la sélection française de natation synchronisée aux Jeux olympiques d'été de 1996.